# ۷۴ (قمری)
۷۴ (قمری)، هفتاد و چهارمین سال در گاهشماری هجری قمری است. اول محرم این سال برابر با شانزدهم مه سال ۶۹۳ میلادی است.

## رویدادها
- ضرب اولین سکه در عصر اسلامی در دوران حکومت عبدالملک بن مروان

## درگذشتگان
- ابوسعید خدری

- وهب بن عبدالله مسلمه.

- بشر بن مروان